# معركة بوين
دارت رحى معركة بوين (بالانجليزية: Battle of the Boyne) (بالأيرلندية: Cath na Bóinne) في عام 1690 بين قوات ملك إنجلترا المخلوع جيمس الثاني وبين قوات الملك ويليام الثالث، الذي انضمت إليه زوجته الملكة ماري الثانية (ابنة عمه وابنة جيمس) واللذان قد وصلا إلى عرش إنجلترا واسكتلندا بعد الثورة المجيدة في عام 1689. وقعت المعركة على طول نهر بوين بالقرب من مدينة دروغيدا في مملكة أيرلندا، التي تُعرف باسم جمهورية أيرلندا في العصر الحديث، وانتهت بفوز الملك ويليام. أدى هذا إلى شنّ الحرب الوليمية لاستعادة التاج البريطاني والتي ساعدت في نهاية المطاف في ضمان استمرار صعود البروتستانتية في أيرلندا.
وقعت المعركة في 1 يوليو من عام 1690. هزمت قوات ويليام جيش جيمس، الذي كان يتألف في الغالب من المجندين الأغرار. وعلى الرغم من أن الحرب الوليمية في أيرلندا استمرت حتى التوقيع على معاهدة ليمريك في أكتوبر عام 1691، إلا أن الملك جيمس كان قد هرب إلى فرنسا بعد المعركة بدون أي نية للعودة.

## الخلفية
كانت المعركة مواجهة كبيرة في محاولة جيمس لاستعادة عرشي إنجلترا واسكتلندا، نتيجة دعوة زوجة ويليام، الملكة ماري، من أقرانهم الإنجليز «السبعة الخالدين» لتولي العرش بهدف الدفاع عن البروتستانتية. لكن الصراع كان له جذور جيوسياسية أوروبية أوسع وأعمق من ذلك، من عصبة أوغسبورغ والتحالف الكبير ضد الطموحات التوسعية للكاثوليكي لويس الرابع عشر من فرنسا، أو من آل بوربون ضد آل هابسبورغ. وإذا ما اعتبرت المعركة جزءًا من حرب التسع سنوات، فإن البابا ألكسندر الثامن كان حليفًا للملك ويليام وعدوًا للملك جيمس؛ فإن الدولة البابوية تُعتبر جزءًا من التحالف الكبير مع عداء مشترك للكاثوليكي لويس الرابع عشر من فرنسا، الذي كان في ذلك الوقت يحاول إقامة هيمنة في أوروبا مع وجود جيمس حليفًا له.
كان الملك ويليام قد أرسل في العام السابق دوق شومبرغ لتولي المسؤولية عن الحملة الأيرلندية. وكان جنديًا مخضرمًا في الخامسة والسبعين من عمره رافق ويليام أثناء الثورة المجيدة. أحضر جيشًا قوامه 20 ألف جندي ووصل إلى بانغور. تحت قيادته، ظلَّت الأمور ثابتة ولم يتم إنجاز سوى القليل، ويرجع ذلك جزئيًا إلى معاناة القوات الإنجليزية بشدة من الحمى وإعاقة تحرك الجيش في الجنوب من قِبَل قوات اليعاقبة؛ إذ أن كلا الطرفان جهزّا مخيمات للشتاء.
في السياق الأيرلندي، كانت الحرب عبارة عن صراع طائفي وعرقي، ومن نواح عديدة تُعتبر إعادة شنّ حرب الإحدى عشر عام الأيرلندية التي جرت منذ 50 عامًا. بالنسبة لليعاقبة، تم خوض الحرب من أجل السيادة الأيرلندية والتسامح الديني للكاثوليكية وملكية الأراضي. فقدت الطبقات العليا الكاثوليكية أو اضطرت إلى تبادل جميع أراضيها تقريبًا بعد احتلال كرومويل، وكذلك الحق في شغل المناصب العامة وممارسة شعائرهم الدينية، والتمثيل في البرلمان. لهذه الغايات، تحت إشراف ريتشارد تالبوت، أول إيرل لتيركونيل، كانوا قد جمعوا جيشًا لاستعادة الملك جيمس الثاني بعد الثورة المجيدة. بحلول عام 1690، سيطروا على كل أيرلندا باستثناء ديري وإنيسكيلين.
أيّد معظم اليعاقبة الأيرلنديين الملك جيمس الثاني بسبب إعلانه التسامح في عام 1687، أو، كما هو معروف أيضًا، إعلان حرية الضمير، الذي بموجبه تم منح الحرية الدينية لجميع الطوائف في إنجلترا واسكتلندا وأيضًا بسبب وعد جيمس الثاني للبرلمان الأيرلندي بالحق في تقرير المصير في نهاية المطاف.
وعلى العكس من ذلك، بالنسبة للوليميين في أيرلندا، كانت الحرب حول الحفاظ على الحكم البروتستانتي في أيرلندا. فقد كانوا يخشون على حياتهم وممتلكاتهم إذا كان لجيمس ومؤيديه الكاثوليك أن يحكموا أيرلندا، بالإضافة إلى أنهم لا يثقون بإعلان التسامح، معتبرين أن هذا الإعلان بمثابة حيلة لإعادة تأسيس الكاثوليكية باعتبارها دين الدولة الوحيد. كان جيمس قد أثار بالفعل غضب البروتستانت الإنجليز بأفعاله تلك. على وجه الخصوص، كانوا يخشون تكرار التمرد الأيرلندي عام 1641، الذي تميز بالقتل والعنف على نطاق واسع. لهذه الأسباب، حارب البروتستانت بشكل جماعي من أجل الملك ويليام. كان العديد من قوات ويليام في بوين، بما في ذلك الفرسان غير النظاميين، من البروتستانت أولستر، الذين أطلقوا على أنفسهم اسم «إنيسكيلينيرز» والمُشار إليهم باسم «أولستر سكونش». وكان هؤلاء «الإنيسكيلينيرز» في الغالب من أحفاد رعاة الأنجلو-اسكتلنديين وكانت أعداد كبيرة من هؤلاء المرتادين قد استقروا حول إنيسكيلين في مقاطعة فيرماناغ.